# توربومول
توربومول یک برنامه شیمی محاسباتی مبتنی بر روش‌های ابتدا به ساکن در شیمی کوانتومی است که روش‌های مختلف شیمی کوانتومی را پیاده‌سازی می‌کند. این برنامه در ابتدا توسط گروه راینهارت آلریشس در دانشگاه کارلسروهه ساخته شد. در سال ۲۰۰۷، TURBOMOLE GmbH، توسط سیکرا، کلوپر، هاتیگ، فورشه و آلریشس تأسیس شد و مسئولیت هماهنگی توسعه علمی برنامه توربومول را بر عهده گرفت و بر این اساس این شرکت دارای کلیه حقوق کپی و مالکیت معنوی این برنامه است. در سال ۲۰۱۸ دیوید پی توو به TURBOMOLE GmbH پیوست. از سال ۱۹۸۷ این برنامه یکی از ابزارهای مفید است زیرا در بسیاری از زمینه‌های تحقیقاتی از جمله کاتالیز ناهمگن و همگن، شیمی آلی و معدنی، طیف‌سنجی و همچنین بیوشیمیایی مورد استفاد ه قرار می‌گیرد. این را می‌توان از سوابق استناد به مقاله آلریشس در سال ۱۹۸۹ نشان داد که از ۱۸ ژوئیه سال ۲۰۲۰ بیش از ۶۷۰۰ ارجاع خورده‌است. در سال ۲۰۱۴، مقاله دوم توربومول منتشر شده‌است. تعداد استنادها به هر دو مقاله نشان می‌دهد که پایگاه کاربری توربومول در حال گسترش است.

## ویژگی‌های عمومی
توربومول در سال ۱۹۸۷ توسعه یافت و به یک سیستم برنامه ای بالغ و تحت کنترل راینهارت آلریشس و همکارانش تبدیل شد. توربومول می‌تواند یک شبیه‌سازی کوانتومی در مقیاس بزرگ از مولکول‌ها، خوشه‌ها و مواد جامد دوره ای را انجام دهد. مجموعه‌های پایه گاوسی در توربومول استفاده می‌شوند. عملکرد این برنامه به‌طور گسترده روی متدهای ساختار الکترونیکی متمرکز است و دارای ویژگی‌های مؤثر هزینه و عملکردی نظیر نظریه عملکردی چگالی، مولر-پلاست مرتبه دوم و نظریه خوشه همراه است. گذشته از انرژی و ساختارها، مجموعه ای از خواص نوری، الکتریکی و مغناطیسی از مشتقات انرژی تحلیلی برای خالت پایه و حالت‌های برانگیخته در دسترس هستند. با این حال، تا سال ۲۰۰۰، توربومول تنها به محاسبه مولکول‌ها در فاز گاز محدود می‌شد، بنابراین، COSMO در یک همکاری ابتکاری BASF AG و Bayer AG در توربومول وارد شد. نسخه۶٫۵ منتشر شده در سال ۲۰۱۳، با محاسبات پست کوهن-شم در تقریب تصادفی فازهمراه است. توربومول همچنین دارای موارد اضافی دیگری از جمله دینامیک مولکولی بی دررو، روشهای CC با مرتبه بالاتر با کارایی بالاتر، نظریه تابعی چگالی جدید و محاسبات دوره ای است. TmoleX به عنوان یک رابط کاربری گرافیکی برای توربومول در دسترس کاربر قرار دارد تا بتواند کل جریان کار یک تحقیق شیمیایی کوانتومی اعم از ساختمان یک ساختار اولیه تا تفسیر نتایج را انجام دهد.

## تاریخچه نسخه
نسخه فعلی Turbomole V7.3 است که در ژوئیه سال ۲۰۱۸ منتشر شد
- TURBOMOLE V5-1 (1999)
- TURBOMOLE V5.2 (1999)
- TURBOMOLE V5.3 (2000)
- TURBOMOLE V5.5 (2002)
- TURBOMOLE V5.6 (2002)
- TURBOMOLE V5.7 (2004)
- TURBOMOLE V5.8 (2005)
- TURBOMOLE V5.9 (2006)
- TURBOMOLE V5.9.1 (2007)
- TURBOMOLE V5.1 (2008)
- TURBOMOLE V6.0 (2009)
- TURBOMOLE V6.1 (2009)
- TURBOMOLE V6.2 (2010)
- TURBOMOLE V6.3 (2011)
- TURBOMOLE V6.3.1 (2011)
- TURBOMOLE V6.4 (2012)
- TURBOMOLE V6.5 (2013)
- TURBOMOLE V6.6 (2014)
- TURBOMOLE V7.0 (2015)
- TURBOMOLE V7.1 (2016)
- TURBOMOLE V7.2 (2017)
- TURBOMOLE V7.3 (2018)
- TURBOMOLE V7.4 (2019)
- TURBOMOLE V7.5 (2020)